# An Adventurous Automobile Trip
An Adventurous Automobile Trip (em francês:  Le Raid Paris–Monte Carlo en automobile ou Le Raid Paris–Monte Carlo en deux heures) é um filme mudo francês de comédia e de truques de 1905, dirigido por Georges Méliès. O filme, uma paródia das aventuras automobilísticas despreocupadas do Rei Leopoldo II da Bélgica, apresenta o protagonista em uma corrida automobilística maníaca e incrivelmente rápida de Paris a Monte Carlo. O cantor e comediante Harry Fragson interpreta o Rei, com o apoio de um grande elenco de artistas do cabaré Folies Bergère e de outros locais, com duas aparições especiais do próprio Méliès.
Méliès, trabalhando em colaboração com o diretor de teatro Victor de Cottens, planejou que An Adventurous Automobile Trip seria uma peça experimental do Folies Bergère, combinando apresentações de palco e projeção do filme, com um prólogo e epílogo ao vivo para acompanhar a sequência filmada. Após a estreia desta versão em 31 de dezembro de 1904, Méliès adaptou o filme para ser um lançamento independente para distribuição geral em 1905. O filme luxuoso, disponível em cópias em preto-e-branco e coloridas à mão, foi um sucesso de público e de crítica tanto na França quanto nos Estados Unidos. No entanto, os altos valores de produção do filme o tornaram muito caro para muitos exibidores, sendo um dos vários fatores que levaram a carreira de Méliès ao declínio.

## Enredo
O rei Leopoldo, de férias em Paris, quer visitar Monte Carlo, mas não tem tempo para a viagem de dezessete horas de trem expresso entre as duas cidades. Ele se depara com um fabricante de automóveis que afirma que seu carro pode percorrer a distância em apenas duas horas. O Rei concorda e entra no carro, com o fabricante como motorista. Uma grande multidão os acompanha do lado de fora da Ópera de Paris, incluindo muitas celebridades do mundo do teatro parisiense. Depois de parar para abastecer o carro, o Rei dá a partida e, por inexperiência, acidentalmente atropela um policial, que fica esmagado como uma panqueca. O Rei começa a inflá-lo com uma bomba e depois, para economizar tempo, deixa que outros espectadores terminem o trabalho enquanto ele vai embora. Os espectadores começam a bombar com entusiasmo, até que o policial superinflado acaba explodindo.
O carro acelera pelo interior francês e entra nos Alpes, saltando entre montanhas e derrubando um carteiro enquanto avança. Na entrada de Dijon, autoridades municipais tentam parar o carro para cobrar o imposto octroi, mas o carro mantém seu curso e colide de frente com um dos oficiais, que por sua vez explode. O carro serpenteia pela costa mediterrânea, derrubando uma barraca de frutas, atravessando uma estufa, colidindo com um vagão de alcatrão (com outra explosão consequente) e, finalmente, chegando à tribuna de espectadores que os aguardam em Monte Carlo. Neste momento, o carro está em tal velocidade que, em vez de parar em frente à tribuna, ele dá uma cambalhota pelas escadas e cai no chão. O Rei e o motorista, ilesos após o acidente, são recebidos calorosamente.

## Produção

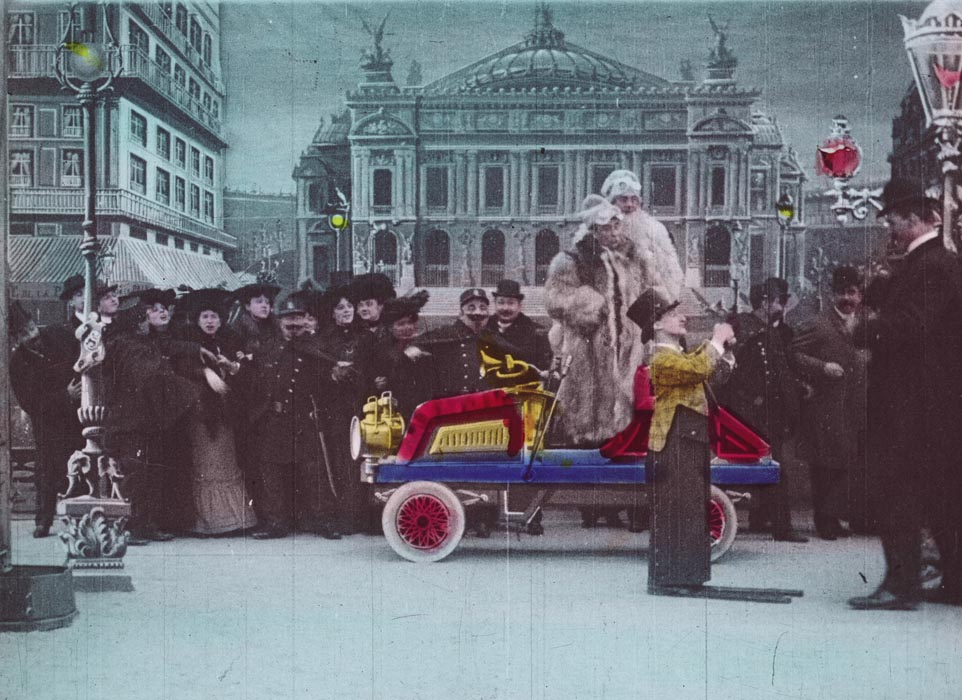
Quadro da cópia colorida à mão do filme.

Para a revista de cabaré do Folies Bergère de 1904, o diretor Victor de Cottens abordou Méliès—então no auge de sua fama como cineasta—com a ideia de combinar teatro e cinema, apresentando um curta-metragem como um dos catorze segmentos da produção teatral. Os dois diretores elaboraram um cenário que parodiaria as aventuras automobilísticas do Rei Leopoldo II da Bélgica, famoso por dirigir, e frequentemente bater, carros velozes. Na amálgama palco-tela idealizada por Méliès e de Cottens, o segmento começava como um esboço com artistas ao vivo antes de continuar como um filme; no final do filme, o ator que interpretava o Rei, assim como outros atores interpretando espectadores aplaudindo, voltavam ao palco para finalizar o esboço ao vivo.
Méliès escolheu o elenco do filme de várias fontes. Harry Fragson, um cantor e comediante nascido em Londres que era uma das estrelas do Folies Bergère na época, desempenhou o papel principal do Rei Leopoldo. Louis Maurel, um cantor e comediante parisiense que havia trabalhado com Fragson na revista do Folies Bergère de 1903, foi o motorista. Na cena em frente à Ópera de Paris, as celebridades reunidas incluíam Jean Noté, um cantor da casa de ópera; o ator baixo Little Pich, cuja persona era uma imitação próxima do comediante britânico mais conhecido Little Tich, e que também atuou em filmes da Pathé Frères e da Gaumont Film Company; o ator alto Antonich, conhecido como o "Sueco Gigante"; Félix Galipaux, que era um popular monologuista do music hall em Paris desde a década de 1880 e que atuou em vários filmes de Méliès; Jane Yvon, uma artista do Folies Bergère; Séverin Cafferra, um mímico popular; e o próprio de Cottens. Fernande Albany, que também apareceu nos filmes de Méliès The Impossible Voyage, Tunnelling the English Channel e The Conquest of the Pole, interpretou a senhora corpulenta na cena de Dijon, e os artistas do Folies Bergère Blondet e Raiter também fizeram aparições. O próprio Méliès desempenha dois papéis no filme: um carteiro que é derrubado pelo carro e o oficial da alfândega que explode. Méliès também escalou mais extras no filme do que era usual para ele, às vezes organizando-os em arranjos em camadas para clareza visual, e às vezes deixando-os se moverem à vontade para criar agrupamentos mais desorganizados e naturalistas.
Além da paródia do Rei Leopoldo II, o cenário de Méliès para o filme apresenta outro elemento tópico: a cena com o carro de alcatrão é baseada nos experimentos de Ernest Guglielminetti, que espalhou alcatrão sobre uma pequena parte da estrada de cascalho para Mônaco. Este experimento, amplamente reportado pela imprensa, eliminou com sucesso as nuvens de poeira levantadas por carros em estradas de cascalho e areia.
Os efeitos especiais do filme foram criados usando maquinário de palco, modelos em miniatura, pirotecnia e a técnica de edição conhecida como corte de substituição. As tomadas gerais mostrando o carro foram filmadas com um carro em miniatura e uma paisagem passando por ele, criando um efeito de multiplano. A maioria das cenas, incluindo a recriação detalhada e fiel da Place de l'Opéra em frente à Casa da Ópera, eram cenários pintados em estúdio, como era costume de Méliès. No entanto, a última cena, mostrando a chegada a Monte Carlo, foi filmada não no estúdio, mas ao ar livre no jardim de Méliès.

## Lançamento e recepção

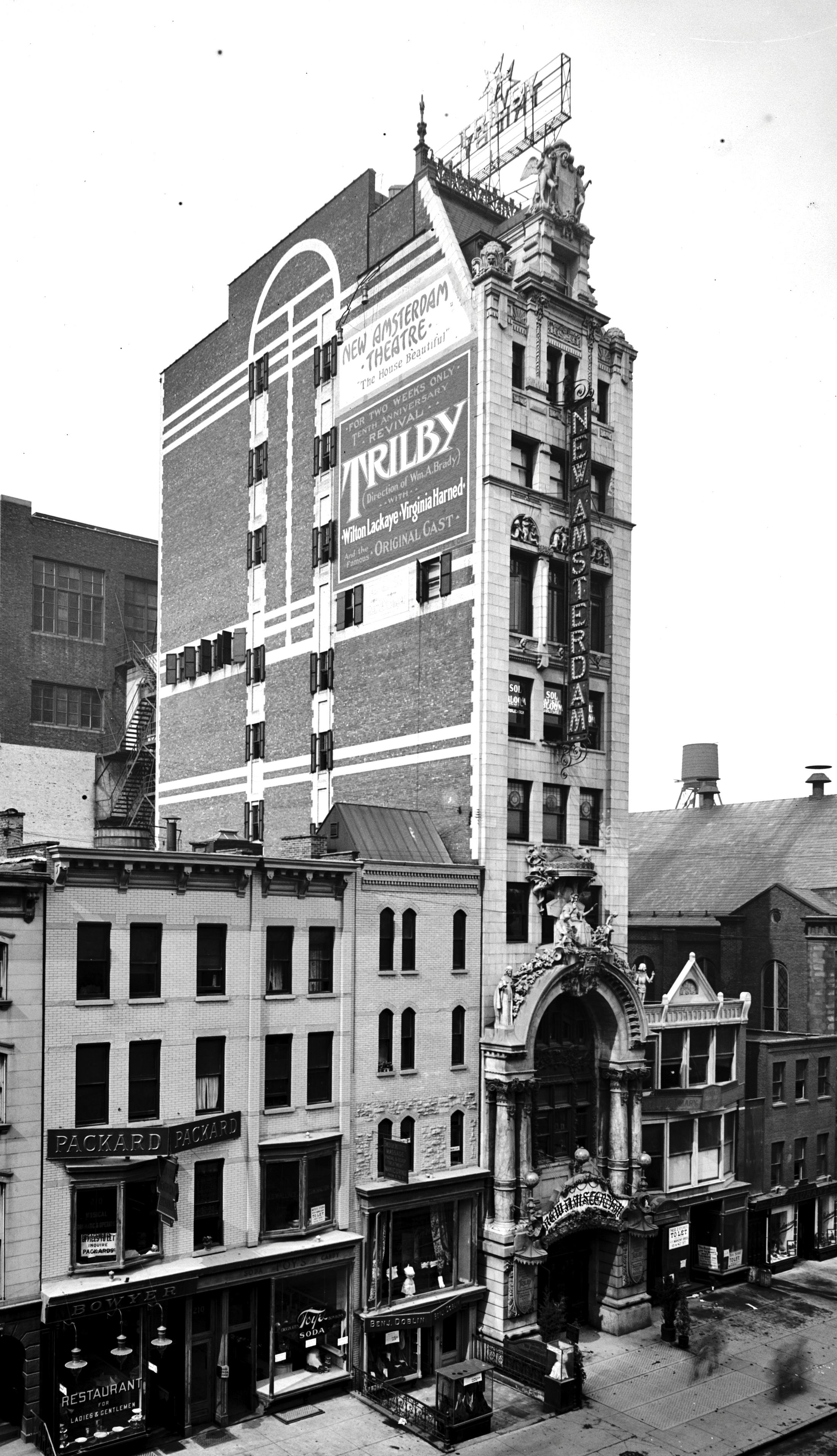
The New Amsterdam Theater in 1905, the year An Adventurous Automobile Trip was shown there

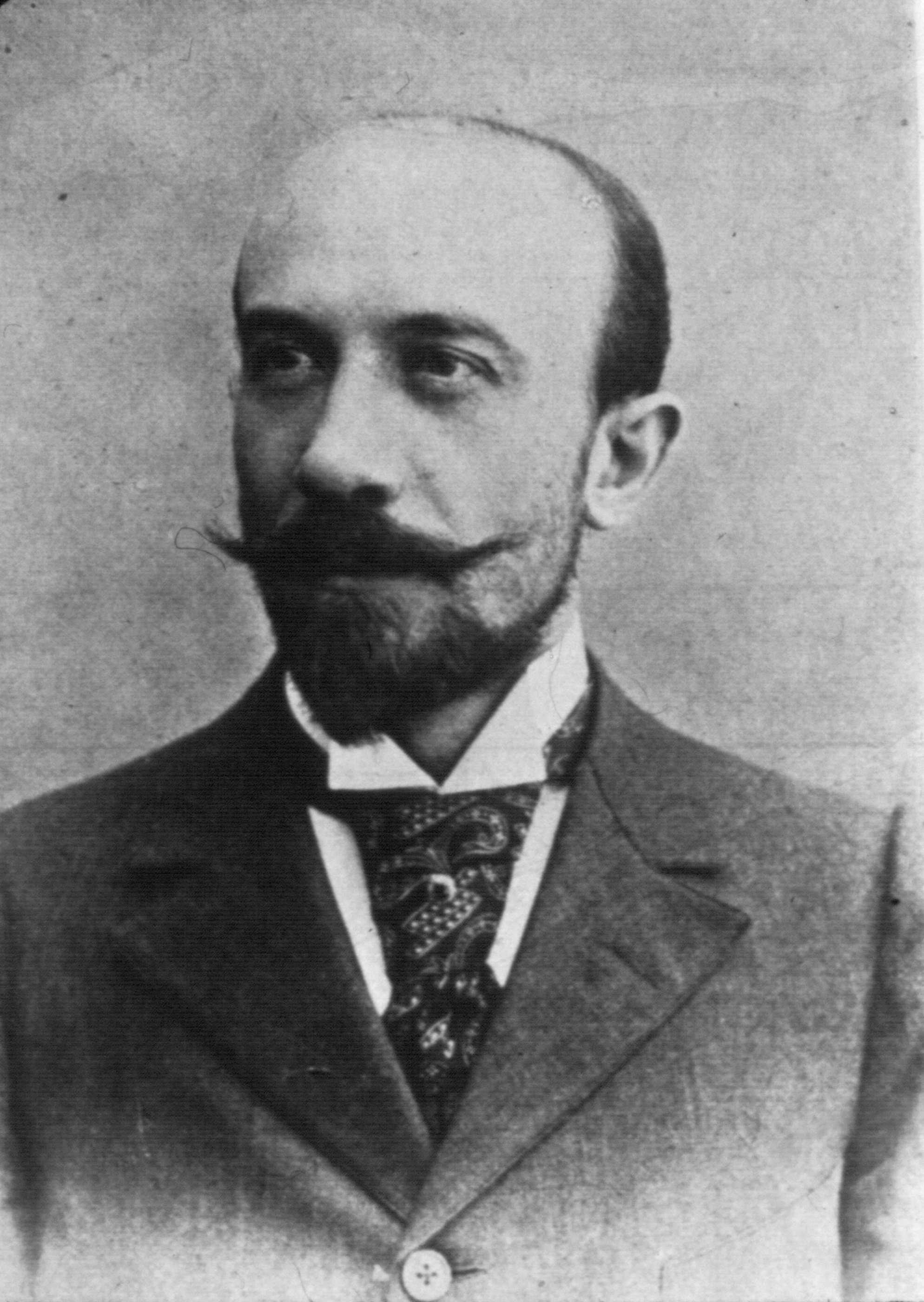
Georges Méliès

An Adventurous Automobile Trip estreou na noite de gala de abertura da revista Folies Bergère em 31 de dezembro de 1904. Foi exibido por seis meses no Folies Bergère, totalizando mais de 300 apresentações. Méliès também pretendia que o filme fosse exibido por outros exibidores fora do contexto da revista. Assim, após sua temporada no Folies Bergère, foi lançado como um item independente pela Star Film Company de Méliès e numerado de 740 a 749 em seus catálogos, onde é anunciado como uma grande course fantastique funambulesque. Assim como pelo menos quatro por cento da produção de Méliès, o filme estava disponível tanto em preto e branco quanto em cópias individualmente colorizadas à mão, vendidas a um preço mais alto.
O filme também foi lançado nos Estados Unidos, pela filial de Nova York da companhia de Méliès. Durante o verão de 1905, Klaw & Erlanger exibiram-no nos Aerial Gardens, no terraço do New Amsterdam Theatre. Na versão americana, as cenas foram ligeiramente reorganizadas: a primeira e a segunda cenas foram trocadas de ordem, assim como a sexta e a sétima. Além disso, devido a uma renumeração, dez tableaux foram anunciados em vez dos doze do catálogo francês, embora nenhuma cena tenha sido removida. (As duas cópias do filme que sobrevivem no arquivo da família Méliès, a Cinémathèque Méliès, usam a ordem francesa das cenas.) Outra discrepância entre os catálogos francês e americano ocorre por razões políticas: o catálogo americano especifica que o protagonista é o Rei Leopoldo, mas o francês mantém a identidade anônima, para não ofender o público belga. Da mesma forma, os Alpes no filme são nomeados como tal no catálogo americano, mas não são nomeados no francês.
An Adventurous Automobile Trip foi um dos filmes mais bem-sucedidos de Méliès, e foi exibido com aclamação no Folies Bergère por seis meses. Um aviso no The New York Clipper dizia que o filme "é muito inteligente e mantém o público continuamente bem-humorado". The Morning Telegraph concordou, relatando que o filme "foi um sucesso instantâneo. Nada mais engraçado foi visto aqui há muito tempo... A coisa é uma risada".
No entanto, a empreitada não foi tão lucrativa quanto Méliès esperava; os altos custos do filme luxuosamente colorizado à mão o tornaram inacessível para muitos exibidores de feiras. Essas dificuldades financeiras, que continuaram com o filme igualmente espetacular de Méliès The Merry Frolics of Satan no ano seguinte, ajudaram a acelerar o declínio da carreira de Méliès.
Porções de pelo menos três cópias do filme sobrevivem: uma cópia completa em nitrato com o carro às vezes pintado de vermelho, dada à neta de Méliès, Madeleine Malthête-Méliès, por um colecionador americano; uma cópia incompleta em nitrato colorizada à mão, comprada por Malthête-Méliès de um colecionador belga; e alguns fragmentos na Academy of Motion Picture Arts and Sciences. Em seu estudo detalhado sobre Méliès, o historiador de cinema John Frazer elogiou o filme, destacando seu uso cuidadoso da continuidade de direção e comparando-o às comédias pastelão de Mack Sennett e ao filme de automóveis de 1968 Chitty Chitty Bang Bang. Méliès fez outro filme de estilo semelhante, Le Raid New York–Paris en automobile, em 1908; também foi bem recebido.